# ألان فينل
ألان فينل (بالإنجليزية: Alan Fennell)‏ هو كاتب سيناريو بريطاني، ولد في 10 ديسمبر 1936 في إسكس في المملكة المتحدة، وتوفي في 10 ديسمبر 2001 في ميدستون في المملكة المتحدة.

## وصلات خارجية
- ألان فينل على موقع IMDb (الإنجليزية)
- ألان فينل على موقع قاعدة بيانات الفيلم (الإنجليزية)